# 无冬城 (小说)
无冬城（Neverwinter）系列小说是R·A·萨尔瓦多的作品，围绕着龙与地下城中的著名城市无冬城展开，目前已出版了三本。

## 内容提要

### 第一部《Gauntlgrym》
2010年10月发售。本作继续描写卓尔精灵背教者崔斯特·杜垩登的传奇，故事设定在《变迁三部曲：鬼魂王》（Transitions: Ghost King）结束24年后。

### 第二部《Neverwinter》
2011年10月4日发售。故事紧接着上一部展开。

### 第三部《Charon's Claw》
2012年8月7日发售。

### 第四部《The Last Threshold》
预定于2013年3月5日发售。